# Lewis Botto
Louis Anthony Botto (12 tháng 7 năm 1898 – 4 tháng 6 năm 1953) là một cầu thủ bóng đá người Anh thi đấu ở vị trí thủ môn. Ông thi đấu 100 trận ở Football League cho nhiều câu lạc bộ khác nhau.